# えむえむっ!
『えむえむっ!』は、松野秋鳴による日本のライトノベル。イラストはQP:flapper（小原トメ太・さくら小春）が担当。MF文庫J（メディアファクトリー）より2007年2月から2010年9月まで刊行された。2011年、作者急逝のため絶筆となった。2010年12月時点でシリーズ累計部数は100万部を突破している。
メディアミックスとして、氷樹一世作画によるコミカライズが『月刊コミックアライブ』2008年9月号から2012年4月号まで連載された。また、テレビアニメが2010年10月から12月まで放送された。

## ストーリー
高校生の砂戸太郎は、女性に冷たくされたり暴力を振るわれたりすると、快感を覚えてしまうドMの少年。初恋を機に、このままでは普通の恋愛ができないと考えた太郎は、生徒の願いを叶えてくれるという第二ボランティア部に相談に行く事に決めた。そこにいたのは、神様を自称する部長・石動美緒と、太郎がドMに目覚めた原因を作ったクラスメイト・結野嵐子だった。第二ボランティア部の面々によるドM体質改善作戦で、果たして太郎のドM体質は治るのか!?

## 登場人物
※ 声優はドラマCD版 / テレビアニメ版の順。声優1名だけの記載の場合はテレビアニメ版のみであることを示す。
原作10巻より、登場人物の学年が一つ上がっている。
- 美緒、ノア、明姫ら　2年生→3年生
- 太郎、嵐子、辰吉、由美ら　1年生→2年生

### 第二ボランティア部関係者
砂戸 太郎（さど たろう）
声 - 鈴木千尋 / 福山潤
本作の主人公。桜守高校1年生。女性に冷たくされたり暴力を振るわれたりすると快感を覚えてしまうドM体質の持ち主。変態値は三万超（常人：5）。シホリ姫（後述）に告白すべくドM体質を治そうと、第二ボランティア部を訪れたが、治る気配は全くなく、むしろ荒療治で逆に悪化の一途を辿っている模様。弱々しくお人好しで穏やかな性格ではあるが、仲間想いで人のために一生懸命、体を張れる熱血漢の一面もある。いつも美緒に従順なドМかつ変態ぶりを発揮しているが、本当に言うべきだと思ったことは強く言う。
美緒、嵐子、ノアを始め複数の女性に好意を寄せられているが、相手が直接的な表現をするまでは全くきづかなかったというほどの鈍感である。自分に攻撃した者の性別を本能的に察知でき、相手が男性だった場合は例え女装をしていても喜ばない。女装（通称：タロ子）するとグラビアアイドル並みの美女になるが、本人は物凄く嫌がっている。美緒曰く「涙ぐむと守ってあげたくなるくらい可愛い」。
石動 美緒（いするぎ みお）
声 - 石黒千尋 / 竹達彩奈
本作のヒロインの一人。誕生日は12月25日。高校2年生で太郎の先輩。第二ボランティア部の部長。自称神様で、ちっぽけな人間の願いを叶えるために第二ボランティア部を創部したが、叶った例は少なく、依頼は滅多に来ない。
亜麻色の髪を持つ美少女で自身のファンクラブもある一方、非常に清々しい程に傲慢かつドS（本人は無自覚）な性格から、校内では迷惑がられているものの、強い指導力を持ち、物事に一生懸命取り組む努力家でもある。勉強は苦手だが、超人的な運動神経と戦闘力を持ち、喧嘩や戦闘になれば、大抵は相手を瞬殺できる。猫が苦手。
太郎のことは基本的に「ブタロウ」、たまに「太郎」とも呼ぶ。太郎と一緒にいるうちに、次第に彼への想いを募らせていくが、傲慢な性格から、好意を素直に表現することは少なく、暴力も相変わらずだった。それでも、徐々に意思表示をする機会が増え、後に太郎に告白したが、彼はすでに嵐子と付き合っていたため、「いつか太郎を奪ってやる」と宣言している。以来、恥ずかしがりながらも素直な意思表示をすることが増えている。
部員の中で最も背が低い。また、貧乳を気にしており、指摘されると激怒し相手をボコボコにする。
みちるを「みちる姉」と慕い、姉妹のように仲が良いが、まんまと口車に乗せられて度々コスプレさせられている。
結野 嵐子（ゆうの あらしこ）
声 - 堀江由衣 / 早見沙織
本作のヒロインの一人。太郎のクラスメイトで、彼のドM体質を目覚めさせた張本人。ぱっちりとした瞳に巨乳の美少女。基本的に気弱で大人しい性格だが、天然ボケでドジ。中学のころ、当時の恋人・吉岡からデートDVを受けたことから男性恐怖症となり、男性に触れられると無意識に殴る癖がある。その際の攻撃力が非常に高く、位置も顔面をもろに捉えることが多いため凄まじい威力を誇る。男性と関わることを恐れ、電車の時間をずらすなどして、わざと遅刻や欠席をしている。両親は離婚しており父親と一緒に暮らしているが、父親は外に作った女の下を泊まり歩いていることが多い。料理は苦手だが、整理整頓は得意。太郎が気になっている。5巻にて、自ら太郎に告白したが、この時彼は記憶喪失の状態であり、自分も殴る癖が治っていないため、記憶が戻り、記憶喪失の間のことを忘れたことが分かると「何でもない」と本心を隠し、その後も太郎の周りに集まる女性達の事が気になる模様。ノアとは不仲で、利害の一致がないと協力しない。
7巻で太郎に告白し、8巻の終盤から付き合い始めているが、美緒やノアが太郎に強い好意を寄せていることを知っていて、その点では警戒している。
鬼瓦 みちる（おにがわら みちる）
声 - 桑島法子 / 田中理恵
桜守高校の保健医。年齢不詳。無表情で関心のない人間への態度と対応は極度に冷たい。名字で呼ばれることを嫌っている。美少女にコスプレをさせて、それを撮影することが趣味で、そのアルバムも保有している。太郎が女装させられた時の写真も大事に保管している。教師ではあるが、美緒と嵐子のことは友達のようなものだと思っている。
他の教師や砂戸母姉の弱みを多く握っており、必要な時はそれをネタに脅し利用することもある。

### 桜守高校関係者
葉山 辰吉（はやま たつきち）
声 - 佐藤利奈
太郎のクラスメイトで親友。太郎とは中学時代から同じクラスメイト。かつて虐められた過去から、相手を威嚇する為に不良のような風貌をしているが、実際は真面目で成績優秀、趣味は料理で部活も料理部と、外見とは正反対である。
女装趣味があり、時々女装しては決まった時間に太郎がバイトしているコンビニに現れる。名前不明のこの姿は道明寺にシホリ姫と命名され、（正体を知らない）太郎の初恋相手となる。しかし女装趣味に悩んだ辰吉が第二ボランティア部に相談した結果、自身の正体と趣味を太郎に明かすことになる。自らの女装姿を目にしてからは、たちまち尊大で高飛車な性格（通称：タツミ・アントワネット）に目覚めてしまう。これは完全に別人格で、元に戻っても女装していた時の記憶がない。逆に女装時は普段の記憶もある。中世の処刑方法に詳しい。
間宮 由美（まみや ゆみ）
声 - 儀武ゆう子
太郎と嵐子の中学の同級生。辰吉の元恋人で、自身の転校と共に自然消滅したらしい。実際は親友・嵐子の男性恐怖症が今より酷かったため、彼女に恋人の話ばかりするのは忍びないと思い別れた（現在も嵐子は男性恐怖症だが、恋をするくらいにはなっている）。間宮流マッサージ術の後継者であり、瞬時に人の理性を失くす程の快感を与えることができる。辰吉とよりを戻すため、同じクラスに転校してきた。料理部所属で、毎日部室内で同部員の辰吉に熱烈なアピールをしている。部員の間では由美が辰吉に片思いしている事は承知しているため、恋を成就させるために黙認している。
間宮流マッサージは相手を気持ち良くするだけでなく、攻撃手段などにもなり、かなりの威力を誇る。自身の高い身体能力とも相まって戦闘力も優秀。
たまに第二ボランティア部の活動に駆り出されることもあるが辰吉やノアと違ってあまり協力的ではない。
柊 ノア（ひいらぎ ノア）
声 - 矢作紗友里
高校2年生。発明部所属。IQ200を越える頭脳を持つが、それ故に幼少時は辛い思いをしていた。とんでもない発明ばかりをしているため、校内では美緒と共に迷惑がられている。小学生のような容姿（日村曰く「ミラクルキュートなボディ」）をしている。ある一件以降、太郎に好意を寄せており、10巻で告白した。
自作した秘薬で容姿がスタイル抜群の美女になれるが、効果が切れると副作用で重度の腹痛と下痢に見舞われる。
嵐子とは犬猿の仲にあり、利害が一致しない限り協力しない。
カカオ・クラッシャーとの戦闘時に、本人によく似た自律型の戦闘ロボット・チビノアを7体作り、戦いに使用した。
日村 雪之丞（ひむら ゆきのじょう）
声 - 代永翼
高校1年生。発明部所属。整った顔立ちから、女子にモテているが、ロリコンであり、ノアの容姿と思想を気に入り助手を務めている。
ノアの秘薬使用をどこにいても感じ取ることができ、使用中は魔人と化し破壊の限りを尽くす。マゾヒストの化身と化した太郎と戦ったが、敗北。
花片 未依（はなひら みい）
高校2年生。料理部所属の超爆乳の超お嬢様。過去に美緒から受けた屈辱を晴らすべく、彼女に復讐を仕掛ける。大企業「花片コンツェルン」の令嬢であり、金銭で物事を解決しようとする悪癖がある。驚く時は「プライスレス」と表現する。タツミ・アントワネットを「お姉さま」と憧れている。
綾瀬川 霧乃（あやせがわ きりの）
声 - 白石涼子
太郎のクラスの学級委員長。美緒様ファンクラブ（通称:MFC）の創始者にして会長。美緒と親しくしている太郎に敵意を抱いている。鞭の扱いが上手い。
片桐 志帆（かたぎり しほ）
桜守高校の生徒会長。整った顔立ちをしており、落ち着いた雰囲気をしている。MFCのメンバー。合気道の使い手で、かなり強い。戦闘スタイルの相性もあるが、4巻の戦いでは美緒を非常に苦戦させた。その戦いは太郎のドМ発動に驚いて隙を見せた志帆に美緒が攻撃したことで、志帆は太郎のドМ発動を策略だと勘違いした。その機転（実際はただのドМ発動）に敬意を表して自身が退散する形となった。
竹澤明姫（たけざわ あき）
第一ボランティア部の部長。強気で凛とした雰囲気を持つ爆乳の才媛に見えるが、実際は悲観的かつ小心者で引きこもり気質がある。精神的ダメージを受けると持っている人形のジェニファーと会話（腹話術）して勇気を取り戻す。
第一ボランティア部は清掃活動や施設でのお手伝いなど、所謂普通のボランティアを行っており、一般生徒から迷惑がられたり恐れられたりしている第二ボランティア部とは活動が全く異なるが、名前が似ているため、第一ボランティア部まで迷惑な集団だと思われていることを非常に気にしている様子。
ジェニファー
明姫が持っている人形。明姫が腹話術のように話させる。語尾は「〜にゃ」。
バンド勝負の際に顔面が破裂したが、太郎の機転とノアの発明品によって復活したと思われる。

### 砂戸家
砂戸 静香（さど しずか）
声 - 野中藍 / 阿澄佳奈
太郎の姉で大学生。19歳。重度のブラコンで、太郎に甘えることばかり考えており、行き過ぎた言動も多い。身長149cm。実年齢に反して中学生でも通る童顔。その童顔を利用して裏ルートで手に入れた太郎の学校の制服を着ては時々侵入する。中学・高校時代は将棋部に所属し部長を務めた経験があり、実力もある事から将棋界では「美少女棋士」として有名だった過去がある。度々太郎のベッドに潜り込む等、あらゆる手段で太郎に迫っている。また、子供の頃は幼い太郎を守るために近所の悪ガキ達を拳ひとつでシメた過去があり、今でも当時シメられた者たちからトラウマになるほど恐れられている。
砂戸 智子（さど ともこ）
声 - 久川綾 / 大原さやか
太郎の母親。専業主婦の傍ら翻訳家をしている。重度の親バカ（太郎のみ）で、太郎に甘えることばかり考えており、太郎に関する単語や会話は遠くにいても聞こえると豪語する。娘・静香ですら恋敵とみなしており、太郎の周りに女性が寄り付くのを好ましく思っていない。40歳を越えているが実年齢より若く見える。また言葉遣いはやや丁寧すぎるきらいがあり、子供たちに対しても「さん付け」「敬語使用」といった特徴が見られる。これは溺愛している息子の太郎だけでなく恋敵とみなしている娘の静香に対しても適用される。
砂戸 七葉（さど ななは）
太郎の従兄妹でかなりの美少女だが、自身の美貌に鼻を掛けており、猫被りで腹黒い性格をしている。6年前に太郎達に会った際に、太郎から小遣いをせびろうと可愛い子ぶって近づいた結果、逆に静香と智子の激しい嫉妬と憎悪を買い、筆舌に尽くしがたい折檻をされて脳裏に焼きつくほど酷い目に合ったことを根に持っている。前までは太郎は復讐すべく騙すだけの存在だったが、少し変化しているように思われる。

### その他
道明寺（どうみょうじ）
声 - 杉田智和
太郎のバイト先のコンビニの店長。ホストのような風貌で美形だが、生粋のオタクで二次元の世界に行きたいと本気で思っている。最近遊んだ美少女ゲームのことを現実の事のように話し出すことが多々ある。彼の話に登場する美少女ゲームは全て実在の美少女ゲーム、アニメのパロディである。
吉岡（よしおか）
嵐子の元恋人で、ボクシング部部長。嵐子にデートDVを働いて男性恐怖症にしたばかりか、その後も彼女に嫌がらせを続けていた。それに気がついて抗議してきた太郎をボクシング技で叩きのめし、半殺し状態に追い込むが、美緒の助力を受けた太郎の渾身の一撃を食らいノックアウト。その後、太郎（アニメではみちる先生）に恥ずかしい写真を撮られ、それをネタに嵐子への嫌がらせを禁じられた。

## 用語解説
第二ボランティア部
部長である石動美緒（自称：神様）が、「ちっぽけな人間の願いを叶える」と創部。活動方針や活動内容は美緒がほとんど決めている。保健医の鬼瓦みちる先生が顧問。依頼すると滅茶苦茶な方法で酷い目に遭わされるということで有名なため、相談者は滅多に来ない。これまでの相談内容は「ドM体質を克服したい（砂戸太郎）」、「男性恐怖症を克服したい（結野嵐子）」、「親友に女装趣味を明かしたい（葉山辰吉）」。このうち、辰吉の相談は解決し、太郎のドM治療が一番の活動内容となっている。治療プランのほとんどは美緒が考案しているが、大抵の場合、美緒の強烈な治療や嵐子に殴られることで太郎のドMが目覚めてしまい、それに対して美緒がさらに太郎を叩きのめすが、太郎は興奮するか悶えるか気絶するかして治療は失敗に終わってしまう。もっとも、美緒がただ太郎と一緒にいたいがために治療と関係ないことを提案することもある。
発明部
ノアが部長を務める。DX変態ベルト（変態が装着することで、その力を戦闘能力に変換し、超人的な身体能力を得ることができる）、人類変態化装置など、数々の発明でトラブルを起こしている。
桜守（さくらもり）
太郎たちが通う学校がある地方都市。市か町かは不明だが、都市規模からすると村ではないのは確かな模様。桜守駅（第二話で登場）という名の駅や動物園（同上）などの施設がある。原作第一話での太郎の解説によると、桜守駅は太郎たちの住む町の最寄駅からは約15分の距離にある。
私立桜守高校
太郎たちが通う私立高校。同じく原作第一話によると最寄駅の桜守駅から徒歩10分ほどの場所に位置している。校門から昇降口にかけては50mほどの長さの緩やかなスロープになっており、その右側が部室棟、反対側が駐輪場になっていて両側に桜並木が並んでいる。アニメ版第一話での上空からの描写では校舎はコの字形の形状になっており、校門から向かって左側に駐車場らしきものが確認出来る。アニメでの描写ではやや山手に位置している。
同じく原作第一話によると太郎・辰吉・嵐子の母校である清和中学（後述）のすぐ近くには人気がある公立校があり、多くの出身者はそちらに通うため清和中学出身者はほとんどおらず、太郎のドM体質を知らない者が大多数であり、これが太郎が桜守高校を選んだ理由とされている。なお一年生のクラスだけで9クラスある。アニメ版及び原作の挿絵によると制服は男女共にブレザータイプで男子は山吹色、女子は紫色になっている。前述の第二ボランティア部以外にもう一つボランティア部が存在するが、辰吉によればこちらは町内の清掃活動などを行うごく普通の部活になっている。
桜守駅
桜守高校の最寄駅。アニメ版第二話で登場。一部がガラス張りになった二階建ての地上駅で二階部分のホームにはエスカレーターが設置されている。
河西駅
同じく第二話で登場。読み方は不明。太郎や嵐子が住む町の最寄駅。
清和中学
太郎・辰吉・嵐子の出身校。アニメ版第一話の太郎の悪夢に登場した制服は男子は黒の学ラン、女子は紺と白で黄色いリボンのセーラー服というオーソドックスなもの。
桜守動物園
同じく第二話で登場する動物園。嵐子と太郎が訪れた場所。嵐子曰く、彼女がまだ家族3人で暮らしていた頃の思い出の地らしい。

## 既刊一覧

### 小説
松野秋鳴（著）・QP:flapper（イラスト） 『えむえむっ！』 メディアファクトリー〈MF文庫J〉、全12巻
| 巻数 | タイトル        | 初版発行日付   | 発売日         | ISBN              |
| ---- | --------------- | -------------- | -------------- | ----------------- |
| 1    | えむえむっ!     | 2007年2月28日  | 2007年2月23日  | 978-4-8401-1777-7 |
| 2    | えむえむっ! 2   | 2007年5月30日  | 2007年5月25日  | 978-4-8401-1856-9 |
| 3    | えむえむっ! 3   | 2007年10月31日 | 2007年10月25日 | 978-4-8401-2057-9 |
| 4    | えむえむっ! 4   | 2008年2月29日  | 2008年2月25日  | 978-4-8401-2145-3 |
| 5    | えむえむっ! 5   | 2008年6月30日  | 2008年6月25日  | 978-4-8401-2332-7 |
| 6    | えむえむっ! 6   | 2008年10月31日 | 2008年10月24日 | 978-4-8401-2452-2 |
| 7    | えむえむっ! 7   | 2009年2月28日  | 2009年2月25日  | 978-4-8401-2665-6 |
| 8    | えむえむっ! 8   | 2009年7月31日  | 2009年7月24日  | 978-4-8401-2842-1 |
| 8.5  | えむえむっ! 8.5 | 2009年11月30日 | 2009年11月25日 | 978-4-8401-3090-5 |
| 9    | えむえむっ! 9   | 2010年3月31日  | 2010年3月25日  | 978-4-8401-3248-0 |
| 9.5  | えむえむっ! 9.5 | 2010年6月30日  | 2010年6月25日  | 978-4-8401-3425-5 |
| 10   | えむえむっ! 10  | 2010年9月30日  | 2010年9月24日  | 978-4-8401-3510-8 |

日本国外では、台湾・東立出版社より「MM一族」の表題で正体字中文版が刊行されている。

### 漫画
松野秋鳴（原作）・QP:flapper（キャラクターデザイン）・氷樹一世（作画） 『えむえむっ！』 メディアファクトリー〈MFコミックス アライブシリーズ〉、全12巻
| 巻数 | タイトル      | 初版発行日付   | 発売日         | ISBN              |
| ---- | ------------- | -------------- | -------------- | ----------------- |
| 1    | えむえむっ! 1 | 2009年2月28日  | 2009年2月23日  | 978-4-8401-2532-1 |
| 2    | えむえむっ! 2 | 2009年8月31日  | 2009年8月22日  | 978-4-8401-2906-0 |
| 3    | えむえむっ! 3 | 2010年3月31日  | 2010年3月23日  | 978-4-8401-3301-2 |
| 4    | えむえむっ! 4 | 2010年9月30日  | 2010年9月22日  | 978-4-8401-3373-9 |
| 5    | えむえむっ! 5 | 2011年2月28日  | 2011年2月23日  | 978-4-8401-3757-7 |
| 6    | えむえむっ! 6 | 2011年11月30日 | 2011年11月22日 | 978-4-8401-4060-7 |
| 7    | えむえむっ! 7 | 2012年3月31日  | 2012年3月23日  | 978-4-8401-4437-7 |

## ドラマCD
『えむえむっ! ドラマCD!』
2010年3月24日にEDGE RECORDSより発売。初回限定版には眠れないCDシリーズとのコラボレーション「結野嵐子様の黄金の右拳（みぎストレート）がすごい破壊力で眠れないCD」が付属されている。

## テレビアニメ
2010年3月にテレビアニメ化が発表され、同年10月から12月まで、AT-Xや独立UHF局などで放送された。

### スタッフ
オープニング・エンディングのクレジットタイトルの個人名の前には「S」または「M」と記されており、特に監督の長澤と原作者の松野は「ドM」となっている。
- 原作 - 松野秋鳴（「えむえむっ!」シリーズ MF文庫J／メディアファクトリー刊）[6]
- キャラクター原案 - QP:flapper（さくら小春・小原トメ太）[6]
- 監督 - 長澤剛[6]
- シリーズ構成 - 小鹿りえ[6]
- キャラクターデザイン・総作画監督 - 堀たえ子[6]
- プロップデザイン - 影原半蔵[6]
- 色彩設計 - 松岡珠江[6]
- 美術監督 - わたなべけいと[6]
- 撮影監督 - 中田智之[6]
- 編集 - 後田良樹[6]
- 音響監督 - 高寺たけし[6]
- 音楽 - 橋本由香利[6]
- プロデューサー - 新田達弘[6]、笹尾明正[6]、橋本武志[6]、千野孝敏[6]、小池克実[6]、南寛将[6]
- アニメーション制作 - XEBEC[6]
- 製作 - えむえむっ!製作委員会（メディアファクトリー[6]、T.O Entertainment[6]、XEBEC[6]、ランティス[6]、AT-X[6][6]）

### 主題歌
「HELP!! -Hell side-」
石動美緒（竹達彩奈）による前期オープニングテーマ。作詞はこだまさおり、作曲・編曲はcorin. 。
「HELP!! -Heaven side-」
石動美緒（竹達彩奈）と結野嵐子（早見沙織）による後期オープニングテーマ。作詞はこだまさおり、作曲・編曲はcorin. 。
「More-more LOVERS!!」
麻生夏子によるエンディングテーマ。作詞は畑亜貴、作曲・編曲は前山田健一。
「Happy Birthday, my holy day」
石動美緒（竹達彩奈）による第12話のエンディングテーマ。作詞はこだまさおり、作曲・編曲は橋本由香利。
「ハレルヤ♡スタディ」
石動美緒（竹達彩奈）と結野嵐子（早見沙織）による第9話の挿入歌。作はこだまさおり、作曲・編曲は渡辺和紀。

### 各話リスト
| 話数   | サブタイトル                     | 脚本     | 絵コンテ       | 演出         | 作画監督                            | 総作画監督        |
| ------ | -------------------------------- | -------- | -------------- | ------------ | ----------------------------------- | ----------------- |
| 第1話  | 直滑降ファーストラブっ!          | 小鹿りえ | 長澤剛         | 長澤剛       | 滝山真哲                            | 堀たえ子          |
| 第2話  | 似たものどうしのディスタンス     | 小鹿りえ | 竹内浩志       | うえだしげる | 鎌田祐輔                            | 堀たえ子          |
| 第3話  | 君のためのドッグファイト         | 小鹿りえ | 黒田幸生       | 小林浩輔     | 亀谷響子 手島典子 細川修平          | 堀たえ子 滝山真哲 |
| 第4話  | そんなこんなでカップルバカップル | 小鹿りえ | 孫承希         | 孫承希       | 滝山真哲                            | 堀たえ子          |
| 第5話  | 天才少女の暴走パニック!          | 丸川直子 | こでらかつゆき | 橋口洋介     | 清水勝祐                            | 滝山真哲 堀たえ子 |
| 第6話  | 騒乱だらけのマイホーム           | 小鹿りえ | こでらかつゆき | 近藤一英     | 小宮山由美子                        | 堀たえ子          |
| 第7話  | 真夏のトライアングルラブ?        | 丸川直子 | うえだしげる   | うえだしげる | 加藤雅之 ウエタミノル               | 堀たえ子          |
| 第8話  | BでLな変愛模様                   | 小鹿りえ | 樋口香里       | 黒田幸生     | 滝山真哲 小野和美 中野拓也 世良悠子 | 滝山真哲 堀たえ子 |
| 第9話  | MFCの華麗なる陰謀                | 丸川直子 | 南康広         | 小林浩輔     | 細川修平 川口弘明 菅原浩喜          | 堀たえ子          |
| 第10話 | サディスティック嵐子嬢           | 小鹿りえ | 吉川博明       | 鎌田祐輔     | 滝山真哲 鶴窪久子 小野和美          | 堀たえ子 滝山真哲 |
| 第11話 | 失われたメモリー                 | 小鹿りえ | こでらかつゆき | 近藤一英     | 小宮山由美子 河玄鳥 昆冨美子        | 堀たえ子          |
| 第12話 | クリスマスの願いごと             | 小鹿りえ | 吉川博明       | 長澤剛       | 沓澤洋子 鶴窪久子 小野和美 中野拓也 | 堀たえ子 滝山真哲 |

### 放送局
| 放送地域 | 放送局     | 放送期間                 | 放送日時           | 放送系列       | 備考                            |
| -------- | ---------- | ------------------------ | ------------------ | -------------- | ------------------------------- |
| 日本全域 | AT-X       | 2010年10月2日 - 12月18日 | 土曜 9:30 - 10:00  | CS放送         | 製作委員会参加 リピート放送あり |
| 千葉県   | チバテレビ | 2010年10月3日 - 12月19日 | 日曜 24:00 - 24:30 | 独立UHF局      |                                 |
| 埼玉県   | テレ玉     | 2010年10月3日 - 12月19日 | 日曜 25:30 - 26:00 | 独立UHF局      |                                 |
| 神奈川県 | tvk        | 2010年10月4日 - 12月20日 | 月曜 25:15 - 25:45 | 独立UHF局      |                                 |
| 兵庫県   | サンテレビ | 2010年10月5日 - 12月21日 | 火曜 24:00 - 24:30 | 独立UHF局      |                                 |
| 愛知県   | テレビ愛知 | 2010年10月5日 - 12月21日 | 火曜 26:28 - 26:58 | テレビ東京系列 |                                 |
| 東京都   | TOKYO MX   | 2010年10月6日 - 12月22日 | 水曜 25:30 - 26:00 | 独立UHF局      |                                 |

### 関連CD
| タイトル                 | 発売日         | 規格品番  | 備考               |
| ------------------------ | -------------- | --------- | ------------------ |
| 美緒様CD                 | 2010年12月15日 | LASM-4088 | キャラクターソング |
| MM! ORIGINAL SOUND TRACK | 2010年12月22日 | LASA-5074 | サウンドトラック   |
| 嵐子CD                   | 2011年1月26日  | LASM-4094 | キャラクターソング |

### DVD、Blu-ray Disc
| 巻数 | 発売日         | 収録話      | 規格品番  | 規格品番  |
| 巻数 | 発売日         | 収録話      | BD        | DVD       |
| ---- | -------------- | ----------- | --------- | --------- |
| 1    | 2010年12月22日 | 第1 - 2話   | ZMXZ-5931 | ZMBZ-5921 |
| 2    | 2011年1月26日  | 第3 - 4話   | ZMXZ-5932 | ZMBZ-5922 |
| 3    | 2011年2月23日  | 第5 - 6話   | ZMXZ-5933 | ZMBZ-5923 |
| 4    | 2011年3月23日  | 第7 - 8話   | ZMXZ-5934 | ZMBZ-5924 |
| 5    | 2011年4月27日  | 第9 - 10話  | ZMXZ-5935 | ZMBZ-5925 |
| 6    | 2011年5月25日  | 第11 - 12話 | ZMXZ-5936 | ZMBZ-5926 |

### 映像特典
『えすえすっ!』は、全巻共通特典として収録の短編アニメ。
キャスト
- ネコ - 田中理恵（1話）

各話リスト
| 巻数  | 話数  | サブタイトル                                               | 脚本            | 絵コンテ・演出 | 作画監督          |
| ----- | ----- | ---------------------------------------------------------- | --------------- | -------------- | ----------------- |
| 第1巻 | 第1話 | 猫                                                         | 長澤剛 千野孝敏 | 吉川博明       | 滝山真哲          |
| 第1巻 | 第2話 | 石動美緒                                                   | 長澤剛 千野孝敏 | 吉川博明       | 滝山真哲          |
| 第2巻 | 第3話 | マッサージ                                                 | 長澤剛 千野孝敏 | 吉川博明       | 滝山真哲          |
| 第2巻 | 第4話 | 結野嵐子                                                   | 長澤剛 千野孝敏 | 吉川博明       | 滝山真哲          |
| 第3巻 | 第5話 | 公園                                                       | 長澤剛 千野孝敏 | 吉川博明       | 滝山真哲 加藤初重 |
| 第3巻 | 第6話 | 柊ノア                                                     | 長澤剛 千野孝敏 | 吉川博明       | 滝山真哲 加藤初重 |
| 第4巻 | 第7話 | 砂戸家                                                     | 長澤剛 千野孝敏 | 吉川博明       | 滝山真哲 加藤初重 |
| 第5巻 | 第8話 | MFC定期活動報告 〜石動美緒さまの美を永遠にとどめるために〜 | 長澤剛          | 吉川博明       | 加藤初重 滝山真哲 |
| 第6巻 | 第9話 | 温泉                                                       | 長澤剛 千野孝敏 | 吉川博明       | 加藤初重 滝山真哲 |

### Webラジオ
『えむえむっ!ラジオ 第二ボランティア部 出張所』と題して、2010年9月1日（本配信は9月15日） よりランティスウェブラジオおよび音泉にて全16回配信された。毎週水曜日更新。第14回配信は初の出張放送として恵比寿にある沖縄料理店『吉崎食堂』での収録放送となった。パーソナリティは竹達彩奈（石動美緒 役）、早見沙織（結野嵐子 役）。
ゲスト
- 儀武ゆう子（間宮由美 役）- 第7回放送時に竹達の代理として出演。
- 矢作紗友里（柊ノア 役）- 第13,14回
- 田中理恵（鬼瓦みちる 役）- 第15回